# Gare de Basurto
La gare de Basurto est une gare de la Ligne A d'EuskoTran, le tramway de la ville de Bilbao (Bilbo en basque). Elle se situe près de l'Hôpital de Basurto, en reliant avec la gare de Basurto de Feve.
La structure de l'arrêt est classique, composée d'un module qui intègre les services de vente de billets, de téléphone et d'horloge digitale, d'unités d'énergie, de communication et de trafic, relié à un porche vitré à l'extrémité duquel se trouve un panneau publicitaire.
| Provenance/Destination | <          | Ligne | >                  | Provenance/Destination |
| ---------------------- | ---------- | ----- | ------------------ | ---------------------- |
| La Casilla             | La Casilla |       | Ospitalea/Hospital | Atxuri                 |

## Voir également
- Ligne A (EuskoTran)

- EuskoTran